# Občina Naklo
Občina Naklo je jednou z 212 občin ve Slovinsku. Nachází se v Hornokraňském regionu na území historického Kraňska. Občinu tvoří 13 sídel, její rozloha je 28,3 km² a k 1. lednu 2017 zde žilo 5 350 obyvatel. Správním střediskem občiny je vesnice Naklo.

## Geografie
Občina Naklo se nachází v severozápadní části Slovinska. Na jihu se nachází údolí řeky Sávy, na sever zasahují Kamnicko-Savinjské Alpy. Leží v nadmořských výškách zhruba od 360 m na jihu až do 522 m na severu. Občinou prochází dálnice A2, která směřuje od hranic s Rakouskem do Lublaně, hlavního města Slovinska.

## Členění občiny
Občina se dělí na sídla: Bistrica, Cegelnica, Gobovce, Malo Naklo, Naklo, Okroglo, Podbrezje, Polica, Spodnje Duplje, Strahinj, Zadraga, Zgornje Duplje, Žeje.

## Sousední občiny
Sousedními občinami jsou: Tržič na severu, Kranj na východě a na jihu a Radovljica na západě.